# Oldenburský kůň
Oldenburský kůň (anglicky: Oldenburg horse, německy: Oldenburger) je teplokrevné německé plemeno koně vyšlechtěné v Dolním Sasku z místních teplokrevníků.

## Historie

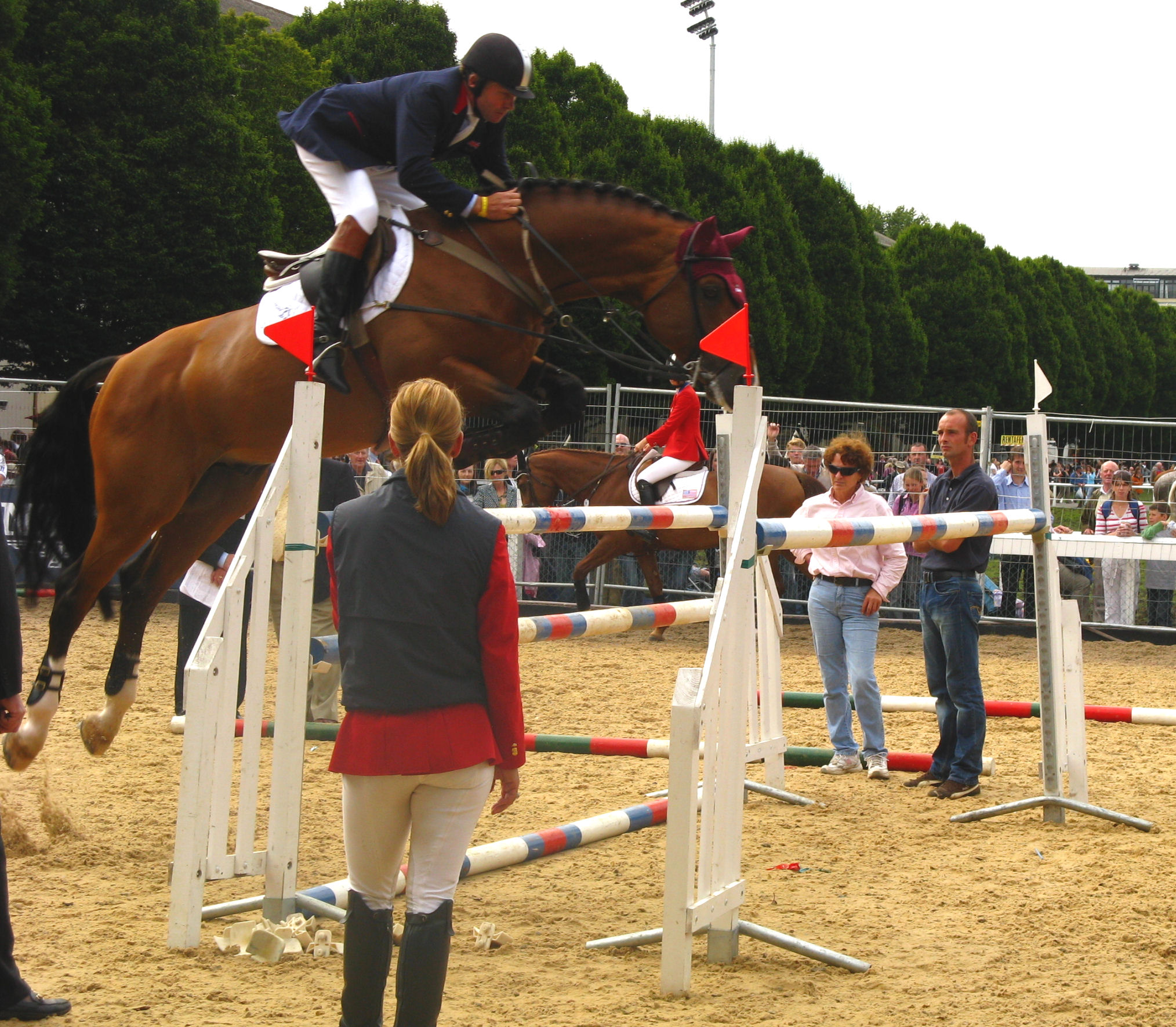
Britský jezdec Nick Skelton na koni plemene oldenburský kůň

Oldenburský kůň pochází z okolí města Oldenburgu a provincie Východní Frísko. Jeho předky byli starofríští koně, kteří byli chováni v oblasti mezi řekou Vezerou a holandskou hranicí. Tito koně byli Antonem Güntherem Oldenburským (1603–1667) šlechtěni a přeměněni na kočárové koně. Anton Günther dovezl španělské a neapolské koně s berberskou krví, které následně křížil mezi sebou. Upřednostňoval především jedince bílého zbarvení. Ke šlechtění používal i koně Kranicha, který měl pravděpodobně v rodokmenu i starokladrubského koně.
Na konci 18. století se do Oldenburska dostali také angličtí polokrevní hřebci. Ti byli dovezeni, aby křížením s místními koňmi vytvořili ušlechtilé a elegantní koně. Následně se chovatelé snažili vzhled oldenburského koně ustálit a tak neprobíhala další křížení, tedy až do konce 19. století. Kolem roku 1897 byla znovu přimíchána krev anglických plnokrevných koní, tentokrát se jednalo o potomky známého jezdeckého koně Eclipse. Následně se do chovu dostali i kříženci hannoverských koní nebo normandští koně.
Po první světové válce se zvedl zájem o tyto koně jako o pomocníky v zemědělství. Až po druhé světové válce zájem o koně ochabl, protože koně se začali využívat především jako jezdecký kůň. Chovatelé oldenburských koní se rozhodli přizpůsobit koně moderním požadavkům a tak znovu probíhalo křížení. Právě v této době vznikl moderní typ oldenburského koně.

## Charakteristika

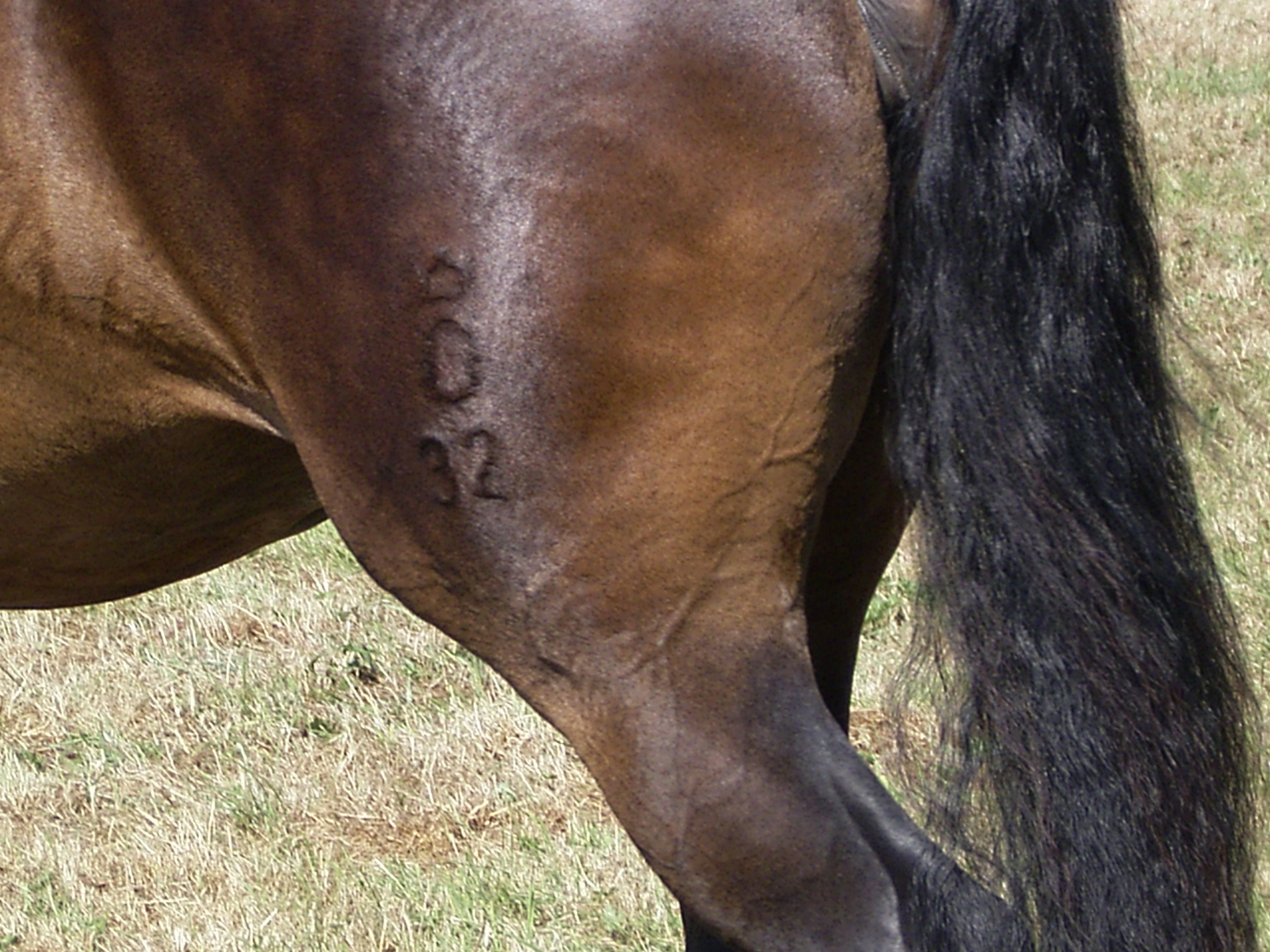
Výžeh používaný pro oldenburské koně

Oldenburský kůň měří v kohoutku 168 až 178 cm (podle jiných zdrojů 165–180 cm). S obvodem trupu kolem 2 metrů se řadí mezi nejmohutnější plemena podobného typu. Hlava má poněkud vyklenutý profil, zato je však celkem dobře zavěšená na krku. Krk je dlouhý, silný a mohutný. Jeho trup je hluboký a zanechává si délku i linii koně kočárového. Záď je velmi široká, silná a má dostatečnou délku, což přispívá k pověsti dobrého skokana. Nohy koně jsou velmi silné a robustní. Významný prvek tvoří rovněž tvar kloubů, které jsou rovněž velmi velké a silné. Největší zájem však vzbuzuje tvar kopyt, jenž odpovídá celkové robustní postavě. Jeho zbarvení se pohybuje od tradičních hnědáků po vraníky. Mezi evropskými teplokrevníky však vyniká velmi dobrými kopyty, což u ostatních zástupců této skupiny není příliš běžné.
Oldenburský kůň se řadí mezi velmi učenlivé a klidné typy s vynikajícím charakterem, přátelským a upřímným výrazem. V poslední době se řadí do skupiny předních jezdeckých koňů, a to i vhodných pro skokové soutěže či drezuru. Dnes je rozšířen především po Evropě, ale nalezneme jej i v Severní Americe.

## Slavní jedinci
Známým oldenburským koněm je například Bonfire, vítěz světového šampionátu volné drezury. Také klisna Weihaiwei, mistryně světa v parkurovém skákání, je plemene oldenburský kůň.